# 1999 في الإكوادور
فيما يلي قوائم الأحداث التي وقعت خلال عام 1999 في الإكوادور.

## رياضة
- 1 يناير – الدوري الإكوادوري لكرة القدم 1999 الفائز إل. دي. يو. كيتو.

## مواليد

### يوليو
- 12 يوليو – دييجو بالاسيوس[1]

### أغسطس
- 9 أغسطس – حزقيال مانويل كوريا

### ديسمبر
- 12 ديسمبر – الكسندر بولانوس[2]

## وفيات

### مارس
- 10 مارس – أوسفالدو غواياسامين (مواليد 1919)[3]